# Мали Слатник
Мали Слатник (словен. Mali Slatnik) је насељено место у општини Ново Место, регија Југоисточна Словенија, Словенија.

## Историја
До територијалне реорганизације у Словенији био је у саставу старе општине Ново Место.

## Становништво
У попису становништва из 2011. године, Мали Слатник је имао 242 становника.
| Број становника према пописима | Број становника према пописима | Број становника према пописима |
| ------------------------------ | ------------------------------ | ------------------------------ |
| 1991                           | 2002                           | 2011                           |
| 256                            | 236                            | 242                            |

Напомена: Године 2006. извршена је мања размена територије између насеља Мала Цикава и Мали Слатник.